# Bastian Sierich
Bastian Sierich (* 27. Juli 1976 in Hamburg) ist ein deutscher Schauspieler, Synchronsprecher sowie Sprecher von Hörspielen & Hörbüchern. Bekannt wurde er durch seine Rolle als Carsten in der Serie Mein Leben & Ich. Er ist auch die deutsche Synchronstimme von Rami Malek.

## Leben und Karriere
Bastian Sierich wurde 1995 von der Kölner Agentur Schwarz entdeckt und bekam kurz darauf seine erste größere Rolle in dem Fernsehspiel Verdammt, er liebt mich, wo er Sebastian verkörperte. Es folgten regelmäßige Auftritte in deutschen Fernsehproduktionen. 1999 ging Sierich zurück nach Hamburg, um dort an der Stage School Hamburg Schauspiel, Tanz und Gesang zu lernen. Er wirkte als Schauspieler in verschiedenen freien Theaterproduktionen mit (u. a. unter Franziska Fleckenstein), trat als Pantomime für Louis Vuitton in Hamburg, Bari und Kuwait auf und ging als Bagheera mit dem Kinder-Musical Das Dschungelbuch-Musical auf Deutschland/Österreich-Tournee.
Von 2003 bis 2009 war er festes Ensemblemitglied des Jungen Schauspielhauses Düsseldorf und war u. a. als Parzival in Unter hohem Himmel – Parzival, als Emil in Emil und die Detektive und als Axel in Nenn mich einfach Axel zu sehen. 2008 wurde er nominiert für den Förderpreis der Stadt Düsseldorf für Darstellende Kunst.
Seit 2010 arbeitet er freischaffend als Schauspieler für Film und Fernsehen und als Dozent in verschiedenen Jugendprojekten. Unter anderem für das internationale kulturelle Austauschprojekt Framewalk. Aktuell ist Bastian Sierich in Kann Ich Deinen Diskurs Mal In Den Mund Nehmen? im Theaterdiscounter und in Medeia! Die Wahrheit! im Ballhaus Ost in Berlin zu sehen.

## Filmografie (Auswahl)
- 1996: SK-Babies – Skrupellose Schönheit
- 1996: Verdammt, er liebt mich
- 1997: Küstenwache – Gift
- 1997: Lukas – Frühlings Erwachen
- 1999: Boy Meets Girl (Kurzfilm)
- 1999: Das Biest Im Bodensee
- 1999: Die Wache – Stumme Opfer
- 2002: Aktenzeichen XY
- 2002–2003: Mein Leben & Ich (2. und 3. Staffel)
- 2003: SOKO Leipzig – Tod Einer Diva
- 2004: Ina & Leo – Weiberfastnacht
- 2005: Die Wache – Schmutzige Wahrheit
- 2010: Die Spiegel des Lord Patchog (Kurzfilm Berlin)
- 2010: Das Letzte Stündlein (Kurzfilm HfbK Hamburg)
- 2010: Anni (Spielfilm HfbK Hamburg)
- 2010: Never Ending Movies 1 (Kurzfilm HfbK Hamburg)
- 2013: Catherine the Great (Mars Media / Perwy Kanal) (Rolle: Alfred)
- 2014: Old Gun (Mars Media / Perwy Kanal) (Rolle: König Friedrich II.)
- 2016: Letzte Ausfahrt Gera – Acht Stunden mit Beate Zschäpe
- 2020: Gute Zeiten, schlechte Zeiten

## Synchronrollen (Auswahl)

### Filme
- 2012: Michael Cassidy als Jordan’s Analyst in Argo
- 2015: Joshua Close als Rich Kline in Kill the Messenger
- 2015: Scott Evans als Blissful Boy in Playing It Cool
- 2015: Robbie Amell als Wesley ‘Wes’ Rush in DUFF – Hast du keine, bist du eine
- 2016: Giacomo Gianniotti als Sam Stoller in Zeit für Legenden
- 2016: Juri Anatoljewitsch Tschursin als Constantine in Survival Game
- 2016: Takuma Terashima als Saburou Togusa in Durarara!!: Gottes Mühlen mahlen langsam, aber sicher
- 2017: Sanjar Madi als Han in Guardians
- 2017: Rami Malek als Louis Dega in Papillon
- 2018: Rami Malek als Freddie Mercury in Bohemian Rhapsody
- 2020: Rami Malek als Chee-Chee in Die fantastische Reise des Dr. Dolittle
- 2021: Thue Ersted Rasmussen als Otto in Fast & Furious 9
- 2021: Rami Malek als Lyutsifer Safin in James Bond 007: Keine Zeit zu sterben
- 2021: Rami Malek als Detective Baxter in The Little Things
- 2022: Kanata Hongou als Envy in Fullmetal Alchemist: The Revenge of Scar (Netflix)
- 2022: Trevor Noah als Griot in Black Panther: Wakanda Forever (Stimme)

### Serien
- 2009–2010/seit 2019: Daisuke Namikawa in Bleach als Ulquiorra Cifer
- 2013: Reiley McClendon als Private Brad Sykes in Navy CIS
- 2014: Callard Harris als Thierry in The Originals
- 2015: Jesse Plemons als Ed Blomquist in Fargo
- 2015: Callard Harris als Ivar in Witches of East End
- 2015–2019: Rami Malek als Elliot Alderson in Mr. Robot
- 2016–2018: Alberto Ammann als Javier Delgado in Mars
- 2017–2019: Ali Momen als Kamran Gant in Star Trek: Discovery
- 2017–2020: Tomoaki Maeno in Haikyu!! als Makoto Shimada
- 2017–2021: Satoshi Hino in Black Clover als Gauche Adlai
- 2018–2024: Alex Russell als Officer III Jim Street in S.W.A.T.
- 2018: Daisuke Namikawa als Hisoka in Hunter × Hunter
- seit 2020: Jonathan Daviss als Pope in Outer Banks
- 2020: Sam Corlett als Caliban in Chilling Adventures of Sabrina
- 2021, 2023: Jeremy Renner als Clint Barton/Hawkeye in What If…?
- 2021: John Cho als Spike Spiegel in Cowboy Bebop
- 2021: Christophe Montenez als Gabriel Sabran de Pontevès in Paris Police 1900
- 2023: Ed Speleers als Jack Crusher in Star Trek: Picard
- 2024: Manny Jacinto als Qimir in The Acolyte
- 2024–2025: Genta Nakamura als Jin-ho Yoo in Solo Leveling

## Hörbücher (Auswahl)
- 2021: Der Ruf des Kriegers von Kevin Hearne, Hörbuch Hamburg, ISBN 978-3-8449-2351-3 (unter anderem mit Udo Schenk & Santiago Ziesmer, Fantasy-Roman)
- 2022: Geständnis eines Hochbegabten von Thomas Einsingbach (Roman, Audible)
- 2023: Die Verborgenen von Linus Geschke, Hörbuch Hamburg, ISBN 978-3-8449-3273-7 (u. a. mit Nina Reithmeier & Nicolas Rathod)
- 2025: Star Wars: Der Stolz des Padawan von Disney Press, Bryan Q. Miller, Audible-Hörbuch